# Luis Fernández Navarro
Luis Fernández Navarro fou un polític valencià, que fou elegit diputat independent pel districte de Requena a les eleccions generals espanyoles de 1899 i a les eleccions generals espanyoles de 1903.